# Мрежниця (Барилович)
45°16′ пн. ш. 15°25′ сх. д. / 45.26° пн. ш. 15.41° сх. д.
Мрежниця (хорв. Mrežnica) — населений пункт у Хорватії, у Карловацькій жупанії у складі громади Барилович.

## Населення
Населення за даними перепису 2011 року становило 4 осіб.
Динаміка чисельності населення поселення: